# Beaufortia zebroidus
Beaufortia zebroidus är en fiskart som först beskrevs av Fang, 1930.  Beaufortia zebroidus ingår i släktet Beaufortia och familjen grönlingsfiskar. Inga underarter finns listade.